# Harry Wolff
Klas Harry Wolff (Nyköping, 2 luglio 1905 – Stoccolma, 29 aprile 1987) è stato un pugile svedese vincitore di una medaglia d'argento agli europei dilettanti.

## Biografia
Originario di Nyköping, fu tesserato per la Djurgårdens Idrottsförening, polisportiva dell'isola di Djurgården a Stoccolma. 
Rappresentò la Svezia ai Giochi olimpici estivi di Parigi 1924, dove fu estromesso al secondo turno del torneo dei pesi gallo dal sudafricano William Smith, poi vincitore dell'oro.
Agli europei di Berlino 1927, vinse l'argento nei pesi piuma, dove fu sconfitto dal tedesco Franz Dübbers in finale.

## Palmarès
- Europei

Berlino 1927: argento nei pesi piuma;